# Grafendorf bei Hartberg
Grafendorf bei Hartberg osztrák mezőváros Stájerország Hartberg-Fürstenfeld járásában. 2017 januárjában 3125 lakosa volt.

## Elhelyezkedése

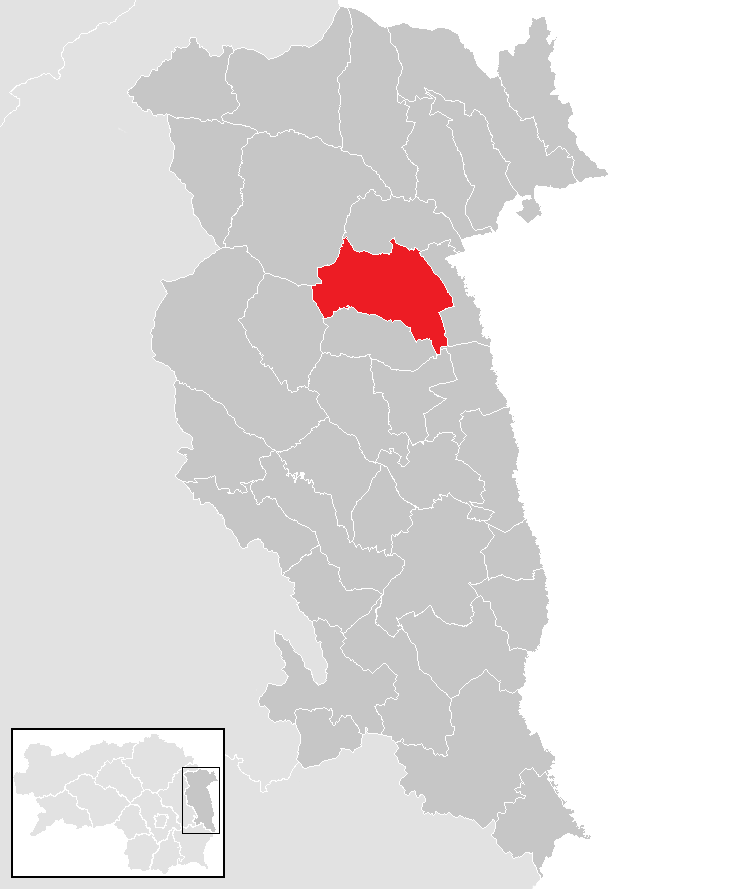
Grafendorf bei Hartberg a Hartberg-fürstenfeldi járásban

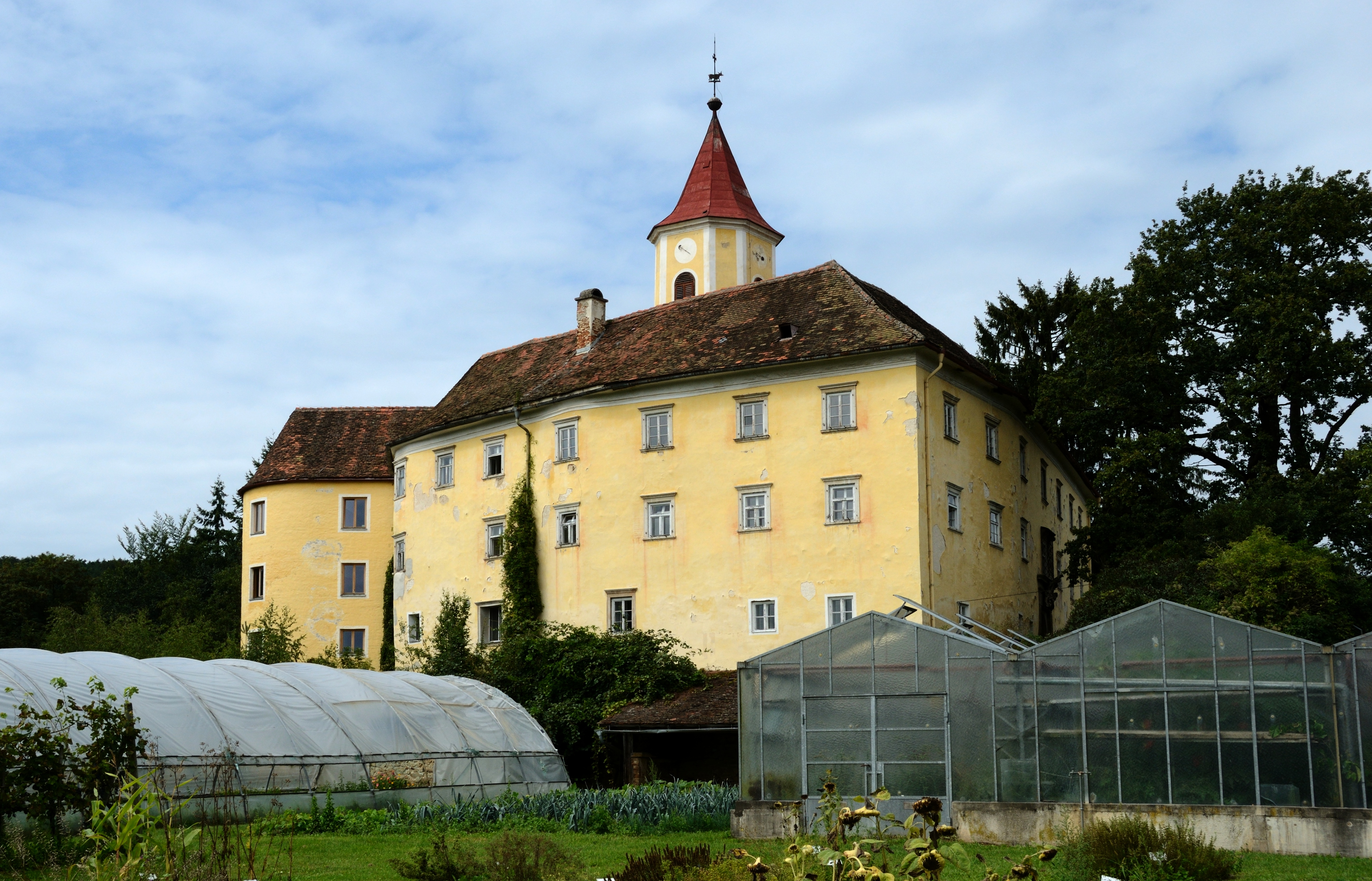
Kirchberg am Walde kastélya

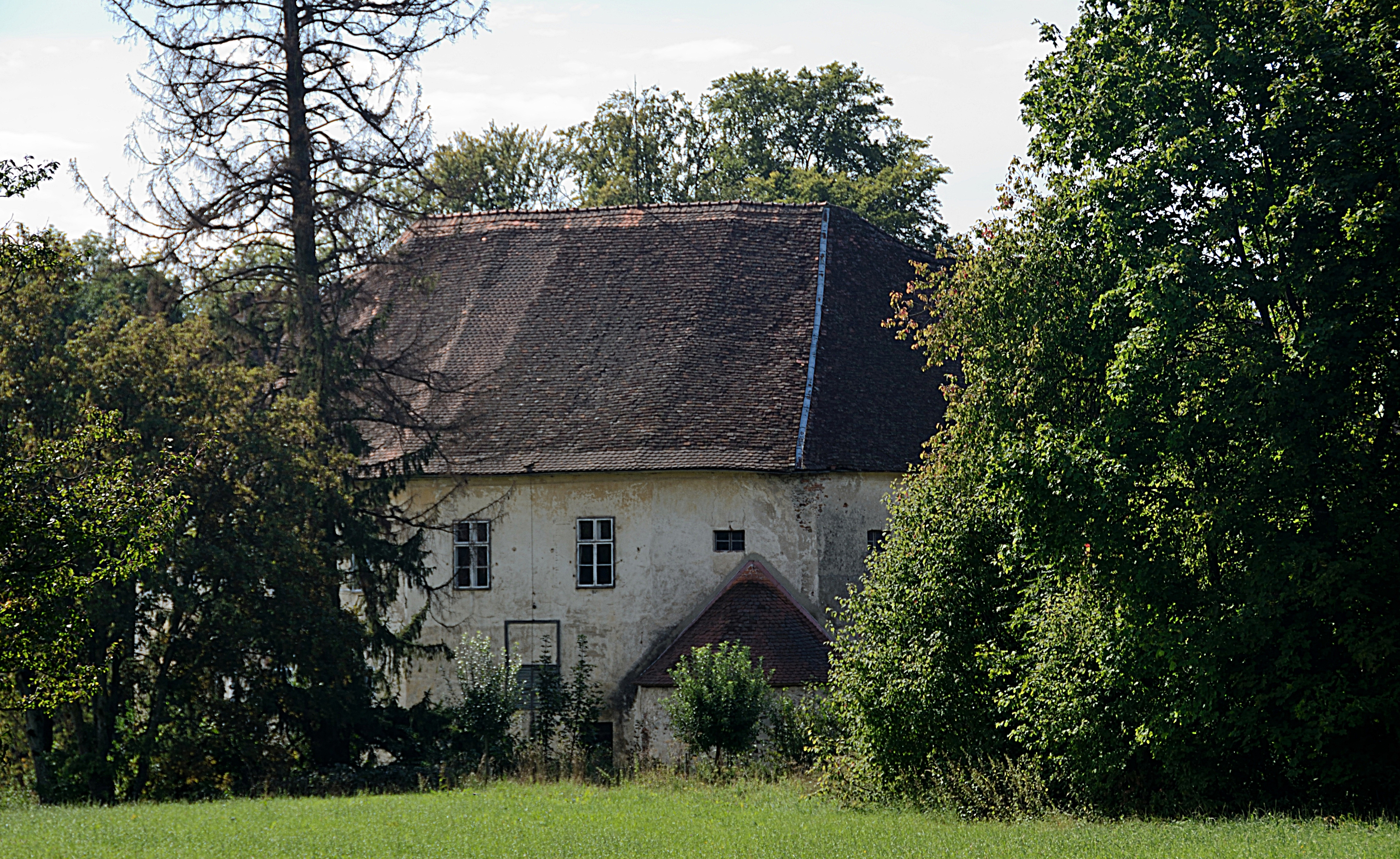
Reitenau kastélya

Grafendorf bei Hartberg a Kelet-stájerországi dombságon fekszik, 6 km-re északra a járási központ Hartbergtől. Jelentősebb folyóvizei a Hartberger Safen (amely itt ered) és területének keleti részén a Lungitzbach (a Lapincs mellékfolyója). Az  önkormányzat 6 katasztrális községben 11 települést egyesít: Erdwegen (185 lakos), Grafendorf bei Hartberg (1056), Kleinlungitz (215), Lechen (148), Obersafen (169), Pongratzen (202), Reibersdorf (53), Seibersdorf am Hammerwald (555), Stambach (278), Untersafen (141), Zeilerviertel (150).
A környező önkormányzatok: északra Rohrbach an der Lafnitz, keletre Lafnitz, délkeletre Sankt Johann in der Haide, délre Greinbach, nyugatra Pöllauberg, északnyugatra Vorau. 	

## Története
Grafendof területe a régészeti leletek tanúsága szerint már az újkőkorban is lakott volt. A régió az ókorban i.e 15-ig Noricum kelta királyságához, utána a Római Birodalomhoz tartozott. Egyes leletek egy kisebb település létére utalnak. A népvándorlás végén szlávok települtek meg a térségben, majd a 8. század végén Nagy Károly csatolta a birodalmához. A honfoglaló magyarok megszállták Kelet-Stájerországot és a helyi népesség elmenekült; csak azután tértek vissza, amikor III. Henrik császár visszafoglalta a régiót.
Grabendorfot II. Ekbert von Formbach-Pitten alapította 1130 körül; a falu első írásos említése 1144-ből való. Tulajdonosa 1158-ban az alsó-bajorországi vornbachi apátságnak adományozta. A falu egészen az 1803-as birodalmi birtokrendezésig a kolostor birtokában maradt; azután az állam tulajdonába került, majd 1815-ben elárverezték egy üveggyárosnak. 
1831-1838 között Grafendorf a szomszédos voraui apátságé volt, majd az 1849-es polgári forradalom után a többi feudális birtokkal együtt megalakult a saját önkormányzata. 
1959-ben Erdwegen, Gräflerviertl, Obersafen és Seibersdorf községeket egyesítették Grafendorf önkormányzatával, amelyet 1964-ben mezővárosi rangra emeltek. A 2015-ös stájerországi közigazgatási reform során Stambach községet csatolták a mezővároshoz.  

## Lakosság
A Grafendorf bei Hartberg-i önkormányzat területén 2017 januárjában 3125 fő élt. A lakosságszám 2001-ben érte el a csúcspontját 3207 fővel, azóta enyhe csökkenés tapasztalható. 2015-ben a helybeliek 97,7%-a volt osztrák állampolgár; a külföldiek közül 0,5% a régi (2004 előtti), 1,6% az új EU-tagállamokból érkezett. 2001-ben a lakosok 96%-a római katolikusnak, 0,9% evangélikusnak, 0,5% ortodox kereszténynek, 1,1% mohamedánnak, 1,5% pedig felekezet nélkülinek vallotta magát. Ugyanekkor 3 magyar élt a mezővárosban.

## Látnivalók

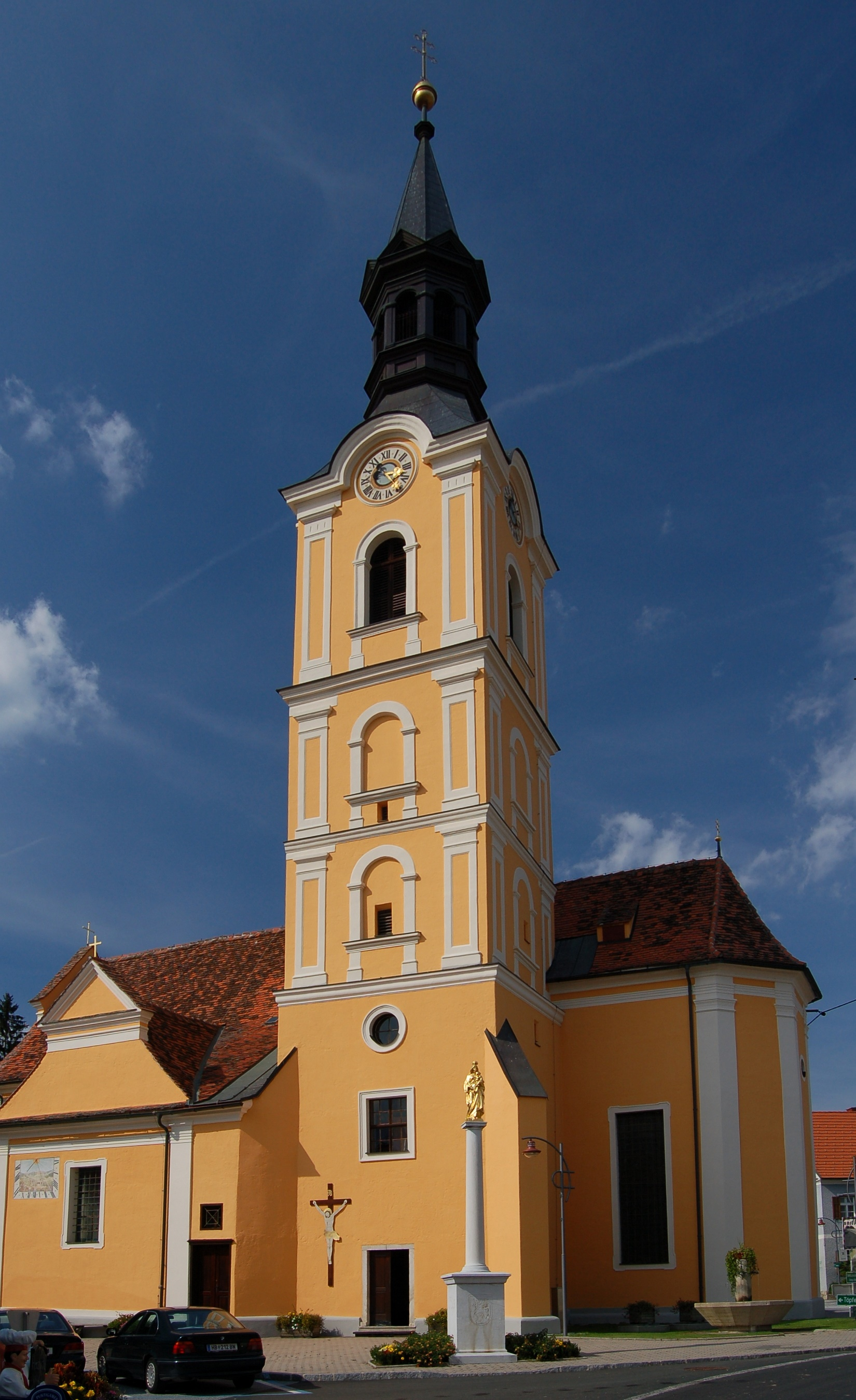
A Szt. Mihály-templom

- az ún. Három kastély-túra két célpontja a mezőváros területén található (a harmadik, Aichberg kastélya Rohrbach an der Lafnitz-ban áll):
  - a Kirchberg am Walde-i kastély 1130 körül várnak épült, majd miután a törökök lerombolták, 1532-ben a Trautmansdorff grófok (akik 1443-1669 között birtokolták) kastélyként építették újjá. Az épületben 1923 óta mezőgazdasági és erdészeti iskola működik
  - a Reitenau-kastély mai formáját a 18. században nyerte el. magántulajdonban, a Lentz-család birtokában van.
- a Szt. Mihály-plébániatemplom
- a 18. század első felében emelt plébánia
- a grafendorfi helytörténeti múzeum
- az 1667-es Mária-oszlop Erdwegenben
- a Szt. Pongrác-templom Stambachban

## Fordítás
- Ez a szócikk részben vagy egészben  a   Grafendorf bei Hartberg című német Wikipédia-szócikk ezen változatának fordításán alapul.  Az eredeti cikk szerkesztőit annak laptörténete sorolja fel. Ez a jelzés csupán a megfogalmazás eredetét és a szerzői jogokat jelzi, nem szolgál a cikkben szereplő információk forrásmegjelöléseként.